# Ignaz Gabloner
Ignaz Gabloner (* 29. November 1887 in Bozen; † 14. Juli 1964 ebd.) war ein Südtiroler Bildhauer.

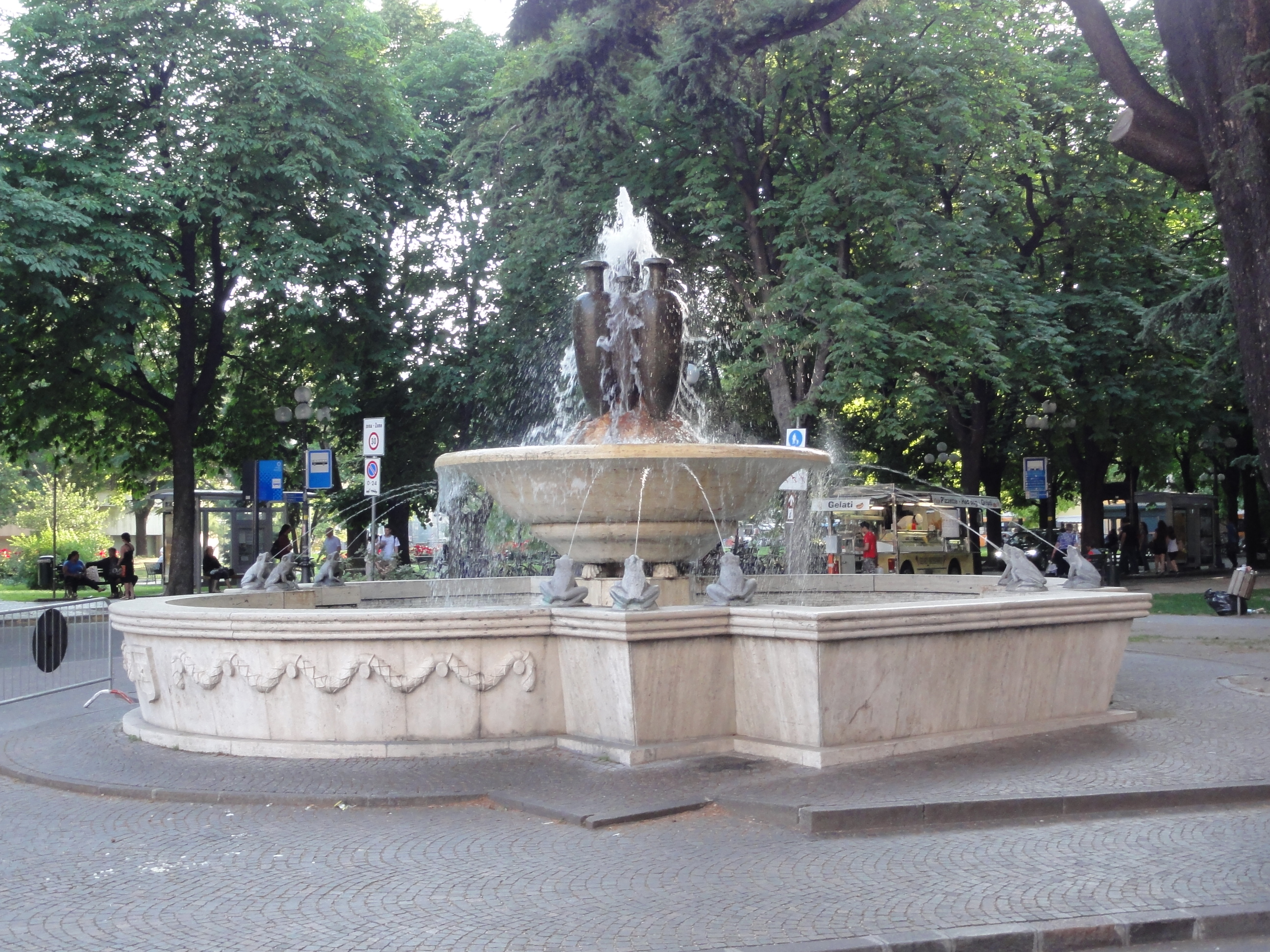
Froschbrunnen in Bozen

## Leben
Nach den Schuljahren an der örtlichen Kunstgewerbeschule und einer künstlerischen Ausbildung in Deutschland widmete sich Gabloner der Bildhauerei in seiner Heimatstadt und übernahm erste öffentliche Aufträge. In den Jahren des Faschismus nahm er regelmäßig an den regimenahen Kunstbiennalen in Bozen teil. 1940 wurde er – so wie sein Künstlerkollege Hans Piffrader – Mitglied der Faschistischen Partei Italiens. Nach dem Ende des Zweiten Weltkriegs trat er dem neu gegründeten Südtiroler Künstlerbund bei.

## Werke (Auswahl)
- Franziskusbrunnen an der Talferbrücke, um 1930, Bozen
- Froschbrunnen, 1930, Bahnhofspark Bozen
- Plastiken für die Oberauer Friedhofskapelle in Bozen, um 1932[1]
- Benito Mussolini, 1933, Marmorbüste, Stadtmuseum Bozen
- Markuslöwe und Kapitolinische Wölfin, 1938, vergoldete Holzskulpturen, Siegesplatz Bozen
- Dreifaltigkeit, 1939/40, Steinrelief an der Christ-König-Kirche in Bozen
- Unsere Liebe Frau vom Schnee (Madonna della Neve), 1940[2]